# تاريخ متلازمة أسبرجر
كانت متلازمة أسبرجر (AS) في السابقِ تشخيصاً منفصلاً ضمن اضطراب طيف التوحد . بموجب DSM-5 وICD-11 فإن المرضى الذين تم تشخيصهم سابقاً بمتلازمة أسبرجر يمكنُ تشخيصهم باضطراب طيف التوحد . و يعتبر هذا المصطلح مهيناً من قبل بعض الأفراد المصابين بالتوحد.  تم تسميته على اسم هانز أسبرجر (1906-1980) وهو طبيب نفسي وطبيب أطفال نمساوي. قامت الطبيبةُ النفسية الإنجليزية لورنا وينج بنشر مصطلح "متلازمة أسبرجر" في منشور عام 1981، و أول كتاب باللغة الإنجليزية عن متلازمة أسبرجر كتبه أوتا فريث في عام 1991، وتم التعرف على الحالة لاحقاً في كتيبات التشخيص الرسمية في وقت لاحق في التسعينيات. 
تفاصيل  عن تصرفاتِ هانز أسبرجر   كطبيب نفسي في الحقبة النازية في النمسا ، والتي تم الإعلان عنها في عام 2018، أثارت الجدل  حول اسم المتلازمة والضغط العام من أجل إعادة تسمية المتلازمة. 